# Орфей (опера)
Вижте пояснителната страница за други значения на Орфей.
„Орфей“ (на италиански: L'Orfeo) е опера в 5 действия от Клаудио Монтеверди, по либрето на Алесандро Стриджо.
Написана е за ежегодния карнавал в Мантуа. Произведението е определяно като една от първите опери. За първи път е представена в Академията на Мантуа през февруари 1607, а на 24 същия месец - в Кралския театър на града. Съвременният дебют на операта е в Париж през 1904 г., когато е представена в концертна версия.
Характерна за „Орфей“ е драматичната сила на богатата оркестрация. Монтеверди използва 15 цигулки, 2 виоли, 2 големи и 2 малки флейти, 2 обоя, 2 корнета, 4 тромпета, 5 тромбона, 2 клавесина, арфа 2 регала и 1 орган. За времето си тази опера е считана за пример за това, как трябва да се аранжира инструментала. Докато композиторите от Венецианската школа в продължение на две десетилетия са правили това с голяма прецизност, инструментацията на „Орфей“ всъщност е изключително ясна. Основната линия е ясно очертана чрез музикалните констрасти, а мелодиите са дълги и отчетливи, като една част от тях използва монодията, характерна за Флорентинските музиканти.
Сюжетът е базиран върху древногръцкия мит за Орфей, който се опитва да върне жена си Евридика от подземното царство на Хадес.
През 1934 г. Оторино Респиги прави преработка на операта на Монтеверди, която е поставена със същото заглавие. 

## Изследвания
- Кириллина, Л. Орфизм и опера. – Музыкальная академия, 1992, № 4,